# Bordeaux

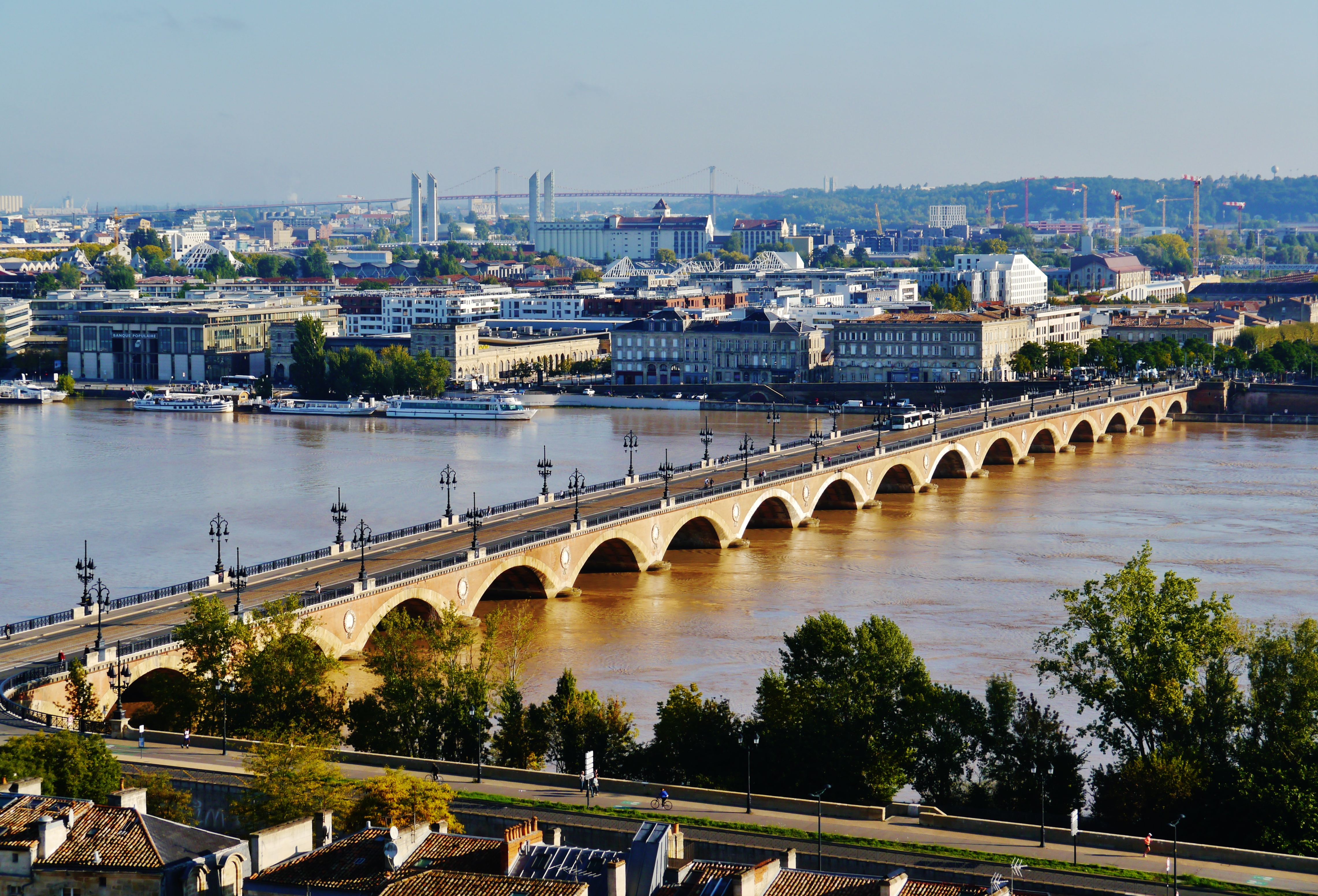
Garonna w Bordeaux

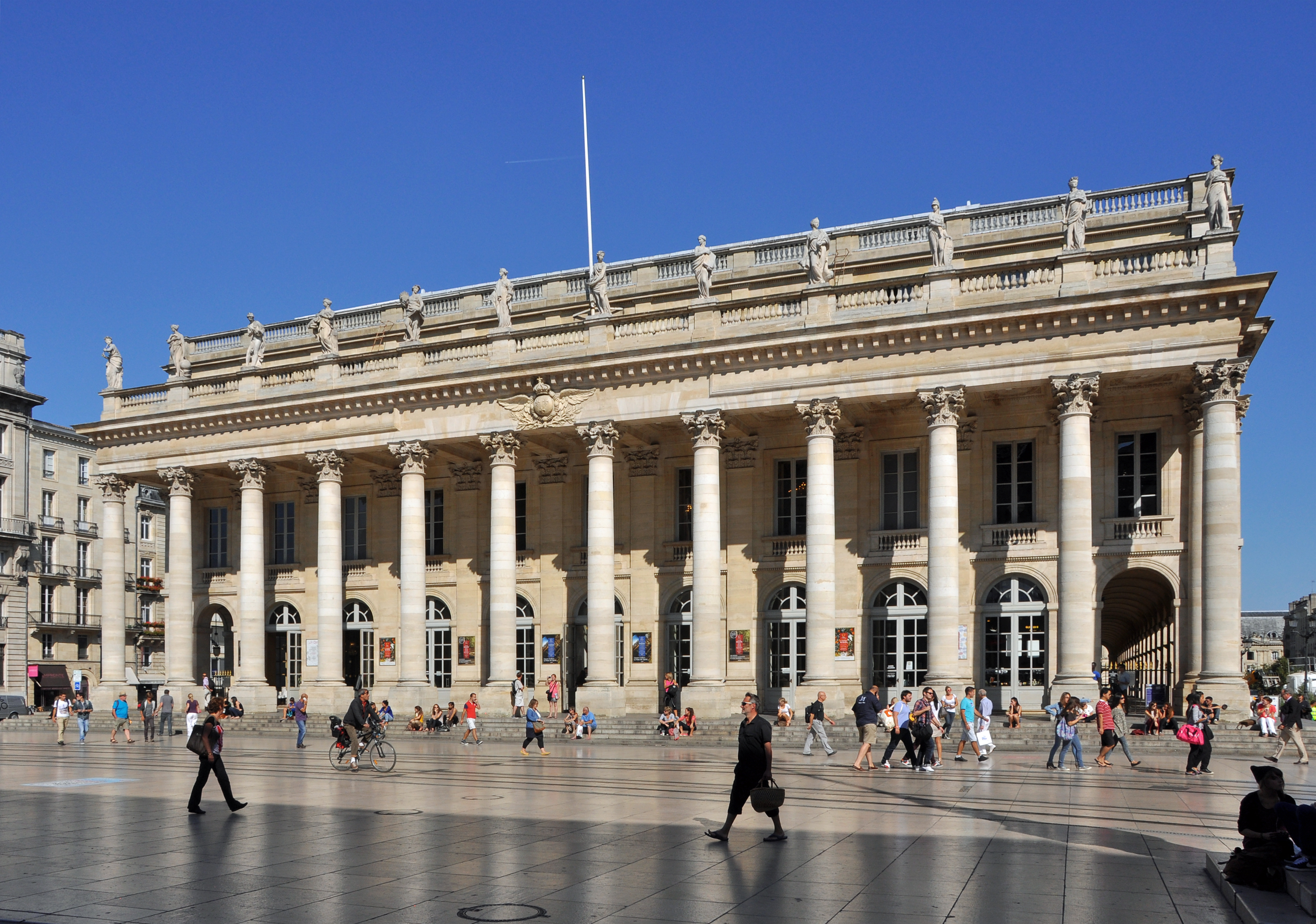
Bordeaux – Teatr Wielki

Cité du Vin – muzeum wina

Bordeaux (wymowaⓘ, [bɔʁdo]; oksyt. Bordèu) – miasto w południowo-zachodniej Francji, stolica regionu Nowa Akwitania i departamentu Żyronda. Jest szóstym co do wielkości miastem w kraju. Miasto w granicach administracyjnych gminy liczy 260 352 osób, natomiast jednostka miejska Bordeaux liczy 1 mln mieszkańców.
Bordeaux położone jest nad rzeką Garonną, 52 km na wschód od Oceanu Atlantyckiego i ok. 200 kilometrów na północ od Pirenejów. Jest dużym węzłem komunikacyjnym z międzynarodowym portem lotniczym, które obsłużyło w 2019 roku 7,7 miliona pasażerów, portem morskim, rozbudowaną siecią autostrad i linii kolejowych, w tym kolei dużych prędkości TGV. Ważny europejski ośrodek przemysłu lotniczego i kosmicznego (Aerospace Valley). Działa tam polski konsulat honorowy.
Wokół miasta znajduje się region winiarski Bordeaux.

## Historia
W starożytności rzymsko-celtyckie miasto znane jako Burdigala (łac.), silny ośrodek kulturalny prowincji Galii. W IV wieku n.e. znane ze znakomitych szkół. Pochodził stamtąd m.in. Auzoniusz. Od 314 biskupstwo, w 412 zajęte przez Wizygotów, a od 507 Franków. W latach 1154–1452 w rękach angielskich (lenno Plantagentów). Macierzysty ośrodek żyrondystów podczas rewolucji francuskiej. W czasie wojny francusko-pruskiej (1870–1871), oraz w czasie I wojny światowej i II wojny światowej tymczasowa siedziba rządu francuskiego.

## Zabytki
- pozostałości murów obronnych i amfiteatr z czasów rzymskich
- średniowieczny kościół St-Seurin
- kościół Ste-Eulalie
- kościół St-Michel
- kościół Ste-Croix
- gotycka katedra St-André
- bramy miejskie, z których najsłynniejsza jest La Porte Cailhau
- Musée des Beaux-Arts z cennymi zbiorami malarstwa

## Gospodarka
Główny ośrodek gospodarczy i kulturalno-naukowy płd.-zach. Francji. Różnorodny przemysł m.in. winiarski (wina regionu Bordeaux), lotniczy, metalurgiczny. Ważny węzeł komunikacyjny (port lotniczy). Bordeaux wraz ze swoimi awanportami Le Verdon oraz Pauillac stanowi jeden z największych i najważniejszych portów morskich Francji.

## Edukacja
- Université de Bordeaux (uniwersytet) z 1441, podzielony na cztery uczelnie: Université Bordeaux I (nauki ścisłe i techniczne), Université Victor Segalen Bordeaux 2 (nauki o życiu, człowieku i zdrowiu), Université Michel de Montaigne Bordeaux 3 (nauki humanistyczne) oraz Université Montesquieu Bordeaux 4 (nauki prawne i ekonomiczne)
- E-Artsup
- EPITECH
- ESME Sudria
- szkoła morska
- Kedge Business School
- Akademia Sztuk Pięknych (École des beaux-arts de Bordeaux)
- 16 innych uczelni

## Klimat
| Miesiąc | Sty  | Lut  | Mar  | Kwi  | Maj  | Cze  | Lip  | Sie  | Wrz  | Paź  | Lis  | Gru  | Roczna |
| --- | ---- | ---- | ---- | ---- | ---- | ---- | ---- | ---- | ---- | ---- | ---- | ---- | ------ |
| Średnie temperatury w dzień [°C]                                                                                        | 10,5 | 12,0 | 15,5 | 18,0 | 21,7 | 25,0 | 27,1 | 27,6 | 24,2 | 19,6 | 14,1 | 11,0 | 18,9   |
| Średnie dobowe temperatury [°C]                                                                                         | 7,1  | 7,8  | 10,7 | 13,0 | 16,6 | 19,8 | 21,7 | 21,9 | 18,8 | 15,2 | 10,4 | 7,7  | 14,2   |
| Średnie temperatury w nocy [°C]                                                                                         | 3,7  | 3,6  | 5,8  | 8,0  | 11,4 | 14,6 | 16,2 | 16,3 | 13,3 | 10,7 | 6,7  | 4,4  | 9,6    |
| Opady [mm] | 86,9 | 66,9 | 63,3 | 75,6 | 71,1 | 70,4 | 48,6 | 56,7 | 81,2 | 83,3 | 115  | 106  | 925    |
| Średnia liczba dni deszczowych                                                                                          | 12,2 | 10,1 | 10,7 | 11,2 | 10,0 | 8,3  | 7,1  | 7,0  | 9,3  | 10,7 | 13,3 | 12,7 | 123    |
| Średnie usłonecznienie [h]                                                                                              | 90   | 117  | 170  | 186  | 221  | 238  | 256  | 249  | 209  | 150  | 100  | 84   | 2070   |
| Źródło: Météo-France (liczba dni z opadami dla wartości 1 mm, 1991–2020, wysokość 47 m n.p.m., 12 km od centrum miasta) |      |      |      |      |      |      |      |      |      |      |      |      |        |

## Współpraca
Miejscowości partnerskie:
| - Aszdod, Izrael - Baku, Azerbejdżan - Bilbao, Hiszpania - Bristol, Wielka Brytania - Casablanca, Maroko - Fukuoka, Japonia - Kraków, Polska |  | - Lima, Peru - Los Angeles, Stany Zjednoczone - Madryt, Hiszpania - Monachium, Niemcy - Namur, Belgia - Oran, Algieria - Petersburg, Rosja |  | - Porto, Portugalia - Québec, Kanada - Szczecin, Polska - Wuhan, Chiny - Zahla, Liban |